# Arque (provincie)
Arque is een provincie in het westen van het departement Cochabamba in Bolivia. De provincie heeft een oppervlakte van 1077 km² en heeft 20.630 inwoners (2012). De hoofdstad is Arque.
Arque is verdeeld in twee gemeenten:
- Arque
- Tacopaya

Arani · 
Arque · 
Ayopaya · 
Bolívar · 
Capinota · 
Carrasco · 
Cercado · 
Chapare · 
Esteban Arce · 
Germán Jordán · 
Mizque · 
Narciso Campero · 
Punata · 
Quillacollo · 
Tapacarí · 
Tiraque